# 与良松三郎

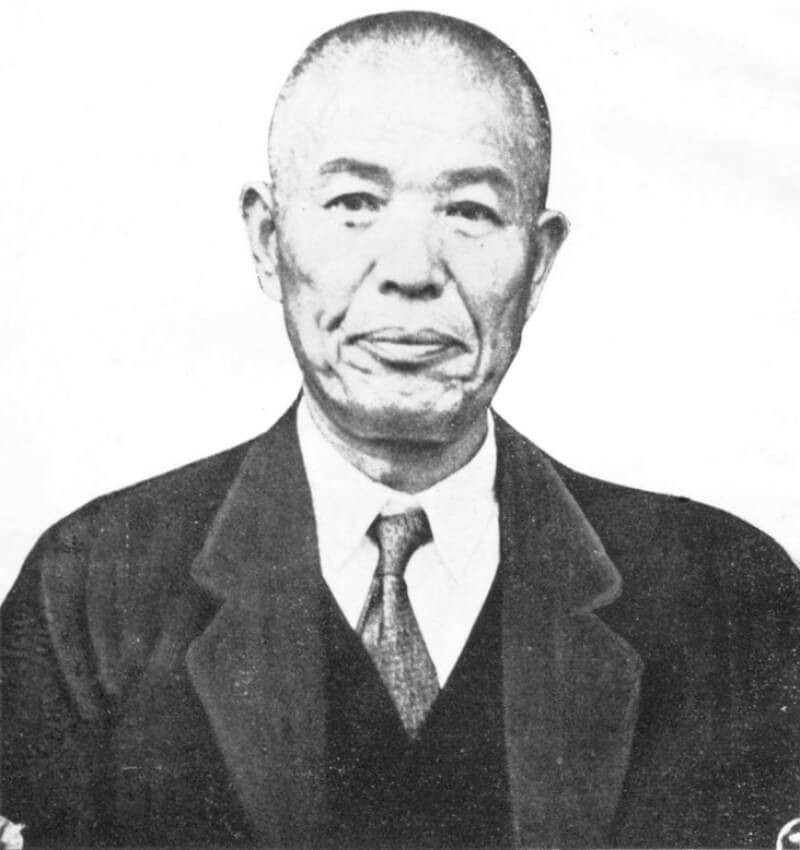
与良松三郎

与良 松三郎（よら まつさぶろう、明治5年3月23日（1872年4月30日） - 昭和13年（1938年）10月17日）は、日本の実業家・教育者。名古屋新聞社主筆・社長。与良ヱの父。旧姓は上野。

## 略歴
長野県佐久郡小諸（現小諸市）生まれ。長野県師範学校を卒業すると、岩村田・小諸・上田の各小学校の訓導、南安曇郡視学を務めた。1902年文部省の推薦でウラジオストクに日本人小学校の校長として赴任するが、1904年の国交断絶により学校が閉鎖されたため、日露戦争にロシア語通訳官として従軍し、1906年帰国。同郷の小山松寿が名古屋新聞を経営するにあたり、その主筆に迎えられ、普選運動推進の論陣を張った。1930年に社長に就任した。のち名古屋社会事業助成連盟理事長を務め、失業者の救済にあたった。